# Shéhérazade (film, 1963)
Pour plus de détails, voir Fiche technique et Distribution.
Shéhérazade est un film franco-italo-espagnol d'aventure, réalisé par Pierre Gaspard-Huit et sorti en 1963. Son scénario est inspiré du conte des Mille et une Nuits. Le film fut déconseillé par l'Église catholique qui jugea les scènes de danses trop lascives...

## Synopsis
En 809, Bagdad est sous l'autorité du calife Hâroun ar-Rachîd. La belle et spirituelle Shéhérazade est promise au calife mais des ambassadeurs de Charlemagne arrivent à Bagdad pour demander au calife de laisser aux chrétiens un libre accès aux lieux saints. Parmi ces envoyés d'Occident, le chevalier Renaud de Villecroix va sauver la jeune fille, s'en éprend et se fait aimer d'elle. Le grand vizir combat cet amour, multiplie les guet-apens et mène Shéhérazade sous la hache du bourreau. Renaud la sauve une nouvelle fois et s'enfuit dans le désert.
Le grand vizir ourdit de noirs complots contre le calife. Renaud les déjoue, gagne le pardon d'Hâroun ar-Rachîd pour Shéhérazade et pour lui-même. Tout finit bien : les fourbes sont punis et les bons vivent heureux.

## Fiche technique
- Titre : Shéhérazade
- Réalisation : Pierre Gaspard-Huit

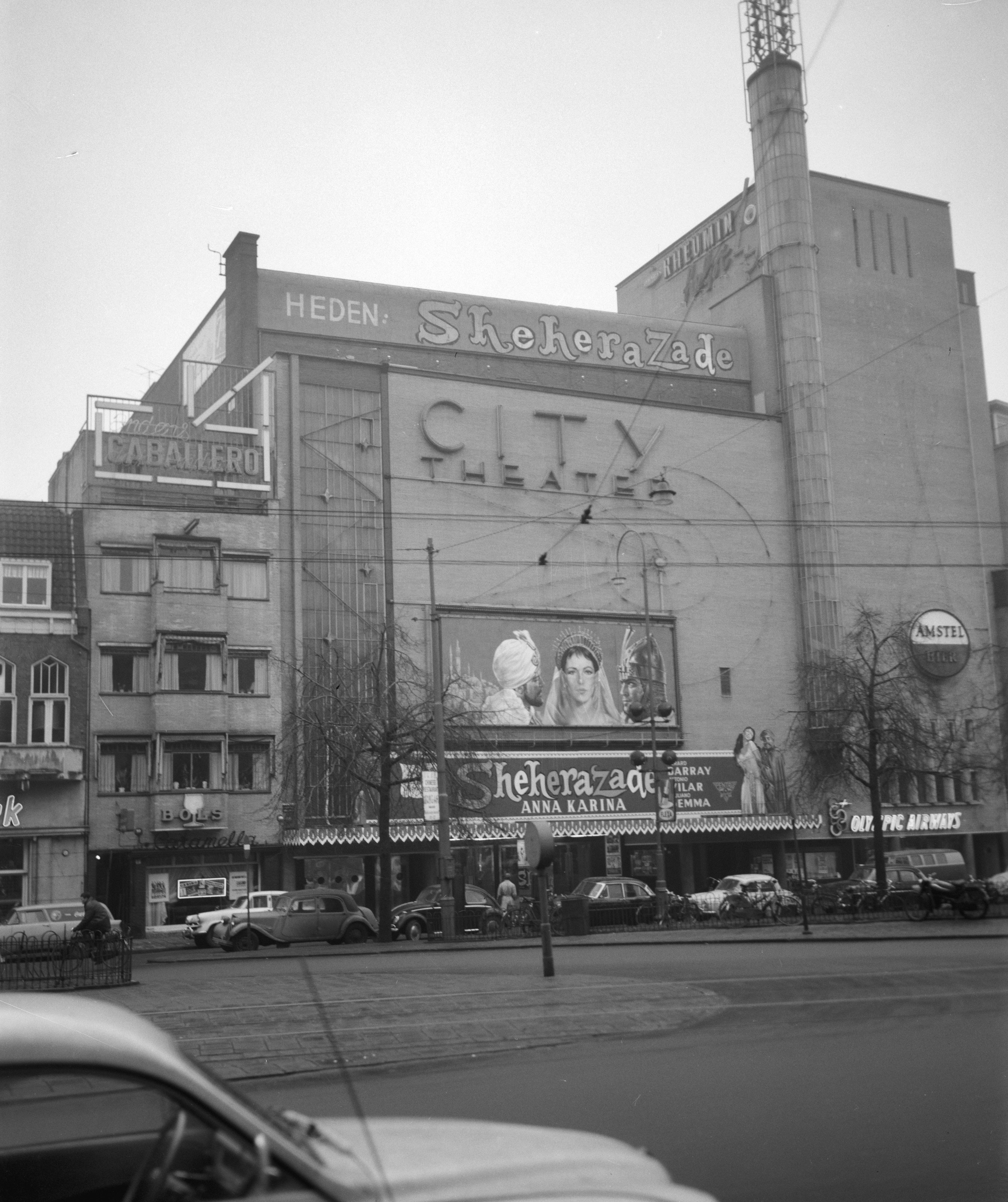
Cinéma d'Amsterdam projetant le film en 1964.

- Scénario : Marc-Gilbert Sauvajon et Pierre Gaspard-Huit
- Dialogue : Marc-Gilbert Sauvajon et José Gutiérrez Maesso
- Décors : Francisco Canet, Georges Wakhévitch
- Costumes : Georges Wakhévitch
- Chorégraphie : Janine Charrat
- Photographie : André Domage, Christian Matras
- Son : Antoine Petitjean
- Montage : Louisette Hautecoeur
- Musique : André Hossein
- Coordinateur des combats et des cascades : Claude Carliez et son équipe
- Production : Michel Safra, Serge Silberman
- Sociétés de production : Speva Films, Ciné-Alliance, Filmsonor (Paris), Tecisa (Madrid), Dear Films (Rome)
- Genre : Film dramatique, Film d'aventure
- Format : couleur (Eastmancolor) - 35 mm - 2,20:1 (Superpanorama 70) - Son mono
- Durée : 124 minutes
- Dates de sortie : 
  - France : 10 mai 1963
  - Espagne : 3 juin 1963
  - Italie : 5 septembre 1963

## Distribution
- Anna Karina (VF : Elle-même) : Shéhérazade
- Gérard Barray (VF : Lui-même) : Renaud de Villecroix
- Antonio Vilar (VF : René Arrieu) : le calife Hâroun ar-Rachîd
- Giuliano Gemma (VF : Jean-Claude Michel) : Didier
- Jorge Mistral (VF : Georges Aminel) : le grand vizir Zaccar
- Fausto Tozzi (VF : Marcel Bozzuffi)  : Barmak
- Maria Calvi (VF : Nelly Benedetti) : Jemila
- Fernando Rey (VF : Jean-Paul Moulinot) : al-Fahki
- José Manuel Martín (VF : François Chaumette)  :  Abdallah
- José Calvo (VF : Georges Atlas) : Moulouk le mendiant
- Rafael Albaicín (VF : Henri Djanik) :  un pillard
- Félix Fernández (VF : Raymond Rognoni) :  un villageois
- Marilù Tolo : Sherin
- Gil Vidal : Thierry
- Joëlle Latour : Anira
- Karamoko Cisse :  Mezour le bourreau
- Maria Granada : la jeune fille mourante dans le désert
- Jean-Luc Godard : l'homme qui marche sur les mains